# Anaplectoides jaspidea
Anaplectoides jaspidea är en fjärilsart som beskrevs av Moritz Balthasar Borkhausen 1792. Anaplectoides jaspidea ingår i släktet Anaplectoides och familjen nattflyn. Inga underarter finns listade i Catalogue of Life.